# 米本昌史
米本 昌史（よねもと まさし、1975年1月21日 - ）は、日本の実業家、馬主。有限会社シルクレーシング代表。

## 経歴
東京都出身。不動産業界を経て、2012年1月にノーザンファームに入社。2013年1月からシルクレーシングに携わり、2014年8月に代表取締役社長に就任。
代表就任後、クラブの成績は急上昇。2018年にはアーモンドアイが牝馬三冠を達成するなど躍進を遂げた。活躍馬には従来の常識を覆すローテーションも目立ち、「僕自身この仕事の経験がそこまでない分、皆さんの言われる『常識』がそこまで染みついていないのかもしれません」と述べている。

## 人物
ノーザンファーム代表の吉田勝己の娘婿にあたる。
クラブ代表という立場から、同一レースに複数の所属馬が出走する場合も特定の馬に肩入れすることはせず、「会員さんがそれぞれ違うし、どちらが勝ってもうれしいものです」「会員と一緒に喜びを分かち合えるのが一番」と語っている。
これまでに見た印象的なレースとして、ジェンティルドンナとオルフェーヴルが壮絶な叩き合いを見せた2012年のジャパンカップを挙げている。趣味はゴルフ。